# 松阪市立阿坂小学校
松阪市立阿坂小学校（まつさかしりつ あざかしょうがっこう）は三重県松阪市の市立小学校。

## 沿革
学制発布に伴い、1873年（明治6年）4月に小阿坂学校が創設され、1875年（明治8年）には大阿坂学校も開校した。正確な開校時期は不詳であるが、同時期に美濃田学校も開校している。これら3校は1880年（明治13年）に統合し、袖岡学校と称した。本校は小阿坂に置かれ、大阿坂と美濃田に分校が設置されたが、両分校は1886年（明治19年）に廃止となった。翌1887年（明治20年）4月、袖岡小学簡易科授業所に改称、続いて翌1888年（明治21年）、袖岡尋常小学校に改称した。さらに1902年（明治35年）4月に高等科を設置したことを受け、同年9月に阿坂尋常高等小学校に改称した。阿坂尋常高等小学校には1919年（大正8年）9月に農業補習学校、1926年（大正15年）7月に青年訓練所が並置された。
1941年（昭和16年）4月、国民学校令により阿坂国民学校に改称、1947年（昭和22年）4月に阿坂小学校へと校名を改めた。更に1954年（昭和29年）10月に阿坂村が松阪市に編入されたことで、松阪市立阿坂小学校になった。

## 校区
市立中学校に進学する場合、松阪市立西中学校に入学する。
- 小野町[3]
- 大阿坂町[3]
- 小阿坂町[3]
- 美濃田町[3]

## 児童数
2009年5月1日現在の児童数は92人であった。2016年5月1日現在の児童数は7学級92人、教員数は11人。

## 周辺
- 阿射加神社
- 三重県道58号松阪一志線
- 阿坂郵便局
- 阿坂城